# BWF Grand Prix 2016
Der BWF Grand Prix 2016 war die zehnte Auflage des BWF Grand Prix im Badminton. Er startete am 19. Januar 2016 mit dem Malaysia Masters 2016 und endete mit den Korea Masters 2016 am 9. Dezember 2016.

## Turniere und Sieger
| Veranstaltung           | Herreneinzel             | Dameneinzel           | Herrendoppel                                   | Damendoppel                                 | Mixed                                    |
| ----------------------- | ------------------------ | --------------------- | ---------------------------------------------- | ------------------------------------------- | ---------------------------------------- |
| Malaysia Masters        | Lee Chong Wei            | P. V. Sindhu          | Markus Fernaldi Gideon Kevin Sanjaya Sukamuljo | Misaki Matsutomo Ayaka Takahashi            | Zheng Siwei Li Yinhui                    |
| Syed Modi International | Srikanth Kidambi         | Sung Ji-hyun          | Goh V Shem Tan Wee Kiong                       | Jung Kyung-eun Shin Seung-chan              | Praveen Jordan Debby Susanto             |
| Thailand Masters        | Lee Hyun-il              | Ratchanok Intanon     | Mohammad Ahsan Hendra Setiawan                 | Tian Qing Zhao Yunlei                       | Zheng Siwei Chen Qingchen                |
| German Open             | Lin Dan                  | Li Xuerui             | Ko Sung-hyun Shin Baek-cheol                   | Huang Yaqiong Tang Jinhua                   | Ko Sung-hyun Kim Ha-na                   |
| Swiss Open              | H. S. Prannoy            | He Bingjiao           | Kim Astrup Anders Skaarup Rasmussen            | Shizuka Matsuo Mami Naito                   | Wang Yilu Chen Qingchen                  |
| New Zealand Open        | Huang Yuxiang            | Sung Ji-hyun          | Ko Sung-hyun Shin Baek-cheol                   | Yuki Fukushima Sayaka Hirota                | Chan Peng Soon Goh Liu Ying              |
| China Masters           | Lin Dan                  | Li Xuerui             | Lee Yong-dae Yoo Yeon-seong                    | Luo Ying Luo Yu                             | Xu Chen Ma Jin                           |
| Taipei Open             | Chou Tien-chen           | Tai Tzu-ying          | Li Junhui Liu Yuchen                           | Huang Dongping Zhong Qianxin                | Zheng Siwei Chen Qingchen                |
| Canada Open             | Sai Praneeth Bhamidipati | Michelle Li           | Manu Attri B. Sumeeth Reddy                    | Setyana Mapasa Gronya Somerville            | Đỗ Tuấn Đức Phạm Như Thảo                |
| US Open                 | Lee Hyun-il              | Ayumi Mine            | Mathias Boe Carsten Mogensen                   | Shiho Tanaka Koharu Yonemoto                | Yugo Kobayashi Wakana Nagahara           |
| Vietnam Open            | Wong Wing Ki             | Yeo Jia Min           | Lee Jhe-huei Lee Yang                          | Della Destiara Haris Rosyita Eka Putri Sari | Tan Kian Meng Lai Pei Jing               |
| Brazil Open             | Zulfadli Zulkiffli       | Beatriz Corrales      | Michael Fuchs Fabian Holzer                    | Barbara Bellenberg Eva Janssens             | Pranav Chopra Siki Reddy                 |
| Indonesia Masters       | Shi Yuqi                 | Busanan Ongbumrungpan | Wahyu Nayaka Kevin Sanjaya Sukamuljo           | Chae Yoo-jung Kim So-young                  | Ronald Alexander Melati Daeva Oktavianti |
| Thailand Open           | Tanongsak Saensomboonsuk | Aya Ohori             | Berry Angriawan Rian Agung Saputro             | Puttita Supajirakul Sapsiree Taerattanachai | Tan Kian Meng Lai Pei Jing               |
| Russia Open             | Zulfadli Zulkiffli       | Ruthvika Shivani      | Vladimir Ivanov Ivan Sozonov                   | Anastasia Chervyakova Olga Morozova         | Pranav Chopra Siki Reddy                 |
| Taipei Masters          | Sourabh Varma            | Ayumi Mine            | Fajar Alfian Muhammad Rian Ardianto            | Yuki Fukushima Sayaka Hirota                | Tang Chun Man Tse Ying Suet              |
| Dutch Open              | Wang Tzu-wei             | Zhang Beiwen          | Lee Jhe-huei Lee Yang                          | Setyana Mapasa Gronya Somerville            | Mathias Christiansen Sara Thygesen       |
| Bitburger Open          | Shi Yuqi                 | He Bingjiao           | Ong Yew Sin Teo Ee Yi                          | Chen Qingchen Jia Yifan                     | Zheng Siwei Chen Qingchen                |
| Scottish Open           | Anders Antonsen          | Mette Poulsen         | Mathias Christiansen David Daugaard            | Lim Yin Loo Yap Cheng Wen                   | Goh Soon Huat Shevon Jemie Lai           |
| Macau Open              | Zhao Junpeng             | Chen Yufei            | Lee Jhe-huei Lee Yang                          | Chen Qingchen Jia Yifan                     | Zhang Nan Li Yinhui                      |
| Korea Masters           | Son Wan-ho               | Sung Ji-hyun          | Kim Jae-hwan Ko Sung-hyun                      | Jung Kyung-eun Shin Seung-chan              | Ko Sung-hyun Kim Ha-na                   |